# Bermudas nos Jogos Olímpicos de Verão de 1996
Bermudas participou dos Jogos Olímpicos de Verão de 1996 em Atlanta, Estados Unidos. A delegação foi composta por nove desportistas.

## Desempenho

### Atletismo
Masculino
| Atleta        | Evento       | Eliminatórias | Eliminatórias | Quartas-de-final | Quartas-de-final | Semifinais  | Semifinais  | Final       | Final       |
| Atleta        | Evento       | Res.          | Pos.          | Res.             | Pos.             | Pos.        | Res.        | Res.        | Pos.        |
| ------------- | ------------ | ------------- | ------------- | ---------------- | ---------------- | ----------- | ----------- | ----------- | ----------- |
| DeVon Bean    | 100 m        | 10.89         | 7º/bat. 12    | Não avançou      | Não avançou      | Não avançou | Não avançou | Não avançou | Não avançou |
| Troy Douglas  | 200 m        | 20.41         | 3º/bat. 1     | 20.63            | 6º/bat. 1        | Não avançou | Não avançou | Não avançou | Não avançou |
| Troy Douglas  | 400 m        | 45.61         | 3º/bat. 2     | 45.26            | 4º/bat. 1        | 46.33       | 7º/bat. 1   | Não avançou | Não avançou |
| Brian Wellman | Salto triplo | 17,10 m       | 4º            |                  |                  |             |             | 16,95 m     | 6º          |

### Ciclismo de estrada
Masculino
| Atleta         | Evento             | Final | Final |
| Atleta         | Evento             | Tempo | Pos.  |
| -------------- | ------------------ | ----- | ----- |
| Elliot Hubbard | Corrida em estrada | DNF   | DNF   |

### Hipismo
Adestramento
| Atleta          | Cavalo | Evento                  | Rodada 1 | Rodada 1 | Rodada 2    | Rodada 2    | Rodada 3    | Rodada 3    | Total       | Total       |
| Atleta          | Cavalo | Evento                  | Pts      | Pos.     | Pts         | Pos.        | Pts         | Pos.        | Pts         | Pos.        |
| --------------- | ------ | ----------------------- | -------- | -------- | ----------- | ----------- | ----------- | ----------- | ----------- | ----------- |
| Suzanne Dunkley |        | Adestramento individual | 60,08    | 40º      | Não avançou | Não avançou | Não avançou | Não avançou | Não avançou | Não avançou |

### Vela
| Atleta                 | Prova           | Regata | Regata | Regata | Regata | Regata | Regata | Regata | Regata | Regata | Regata | Regata | Pts. | Pos. |
| Atleta                 | Prova           | 1      | 2      | 3      | 4      | 5      | 6      | 7      | 8      | 9      | 10     | 11     | Pts. | Pos. |
| ---------------------- | --------------- | ------ | ------ | ------ | ------ | ------ | ------ | ------ | ------ | ------ | ------ | ------ | ---- | ---- |
| Paula Lewin            | Europa feminino | 20     | 9      | 6      | 15     | 15     | 14     | 14     | 8      | 5      | 17     | 8      | 94   | 14º  |
| Malcolm Smith          | Laser           | 40     | 31     | 41     | 32     | 42     | 45     | 46     | 40     | 43     | 34     | 35     | 338  | 42º  |
| Peter Bromby Lee White | Star            | 9      | 20     | 9      | 10     | 11     | 19     | 14     | 11     | 11     | 6      | CAN    | 81   | 13º  |

Legenda
| Recorde mundial      | Recorde mundial (World record)               |                       | Recorde africano                      | Recorde africano (African) |                                           | Q | Classificado por posição (Qualified) |
| Recorde olímpico     | Recorde olímpico (Olympic record)            | Recorde da América    | Recorde da América (Americas)         | q                          | Classificado por melhor tempo (Qualified) |   |                                      |
| Melhor marca do ano  | Melhor marca do ano (World leading)          | Recorde asiático      | Recorde asiático (Asian)              | DNS                        | Não largou (Did not start)                |   |                                      |
| Recorde nacional     | Recorde nacional (National record)           | Recorde europeu       | Recorde europeu (European)            | DNF                        | Não terminou (Did not finish)             |   |                                      |
| Recorde pessoal      | Recorde pessoal do atleta (Personal best)    | Recorde da Oceania    | Recorde da Oceania (Oceania)          | DSQ / DQ                   | Desclassificado (Disqualified)            |   |                                      |
| Recorde da temporada | Recorde da temporada do atleta (Season best) | Recorde sul-americano | Recorde sul-americano (South America) | NM                         | Sem marca (No mark)                       |   |                                      |

| M   | Regata da Medalha da qual só participam os dez primeiros colocados das regatas anteriores  |  |  | CAN | Regata cancelada |
| BFD | Desclassificado por bandeira preta (Black Flag Disqualified)                               |  |  |     |                  |
| UFD | Desclassificado por bandeira "U" (U Flag Disqualified)                                     |  |  |     |                  |
| OCS | Largada queimada (On the Course Side of the starting line)                                 |  |  |     |                  |
| DNE | Desclassificação sem eliminação (infração a um item do regulamento da prova – Did Not End) |  |  |     |                  |